# Rafe perineal
A rafe perineal é uma linha visível ou uma linha de tecido no corpo humano que se estende do ânus ao períneo. É encontrado em homens e mulheres e surge da fusão das dobras urogenitais.
Nos homens, esta estrutura continua através da linha média do escroto (rafe escrotal) e para cima através da linha média posterior do pênis (rafe peniana). Também existe mais profundamente através do escroto, onde é chamado o septo escrotal. É o resultado de um fenômeno de desenvolvimento fetal em que o escroto e o pênis se aproximam da linha média e se fundem.
Nos estágios iniciais, os órgãos genitais externos dos embriões são idênticos. À medida que o desenvolvimento avança, dependendo da presença ou ausência do hormônio testosterona (produzido pelos testículos nos embriões geneticamente masculinos), essas estruturas se diferenciam em órgãos masculinos ou femininos.
A rafe perineal nos homens é o resultado do fechamento das pregas urogenitais, que inicialmente são abertas. Em embriões femininos, essas pregas permanecem abertas, formando os lábios menores e maiores da vulva. Nos embriões masculinos, elas se fecham, e essa fusão deixa uma "cicatriz" visível, que é a rafe perineal. Isso acontece por volta da 9ª a 12ª semana de gestação. 
A rafe perineal é, portanto, uma evidência do desenvolvimento embrionário compartilhado entre os sexos. É um exemplo de como todos os seres humanos têm um padrão básico de desenvolvimento que, com o tempo, se diferencia devido à ação de hormônios e fatores genéticos.